# St. Antonius (Dösingen)

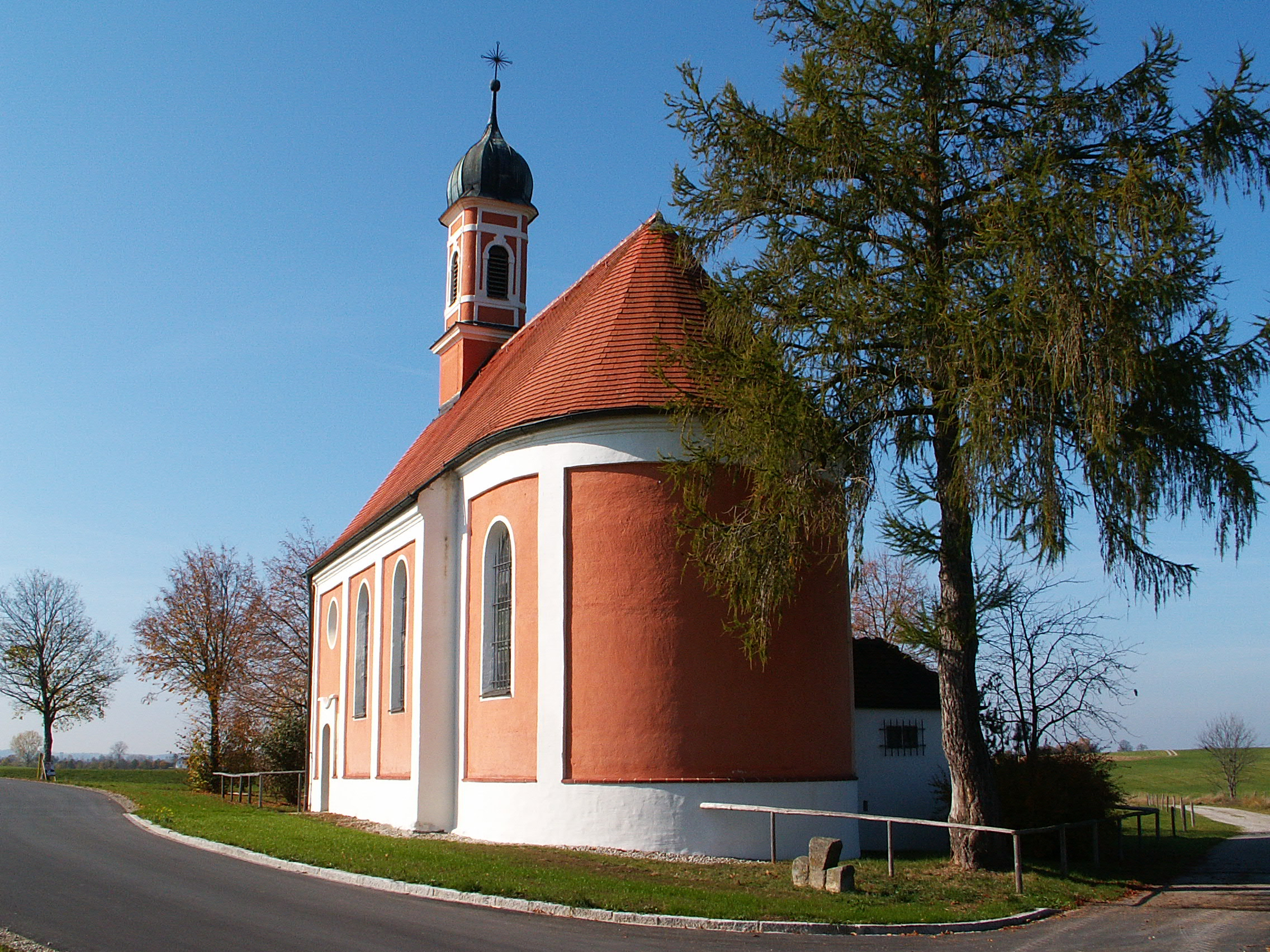
St. Antonius in Dösingen

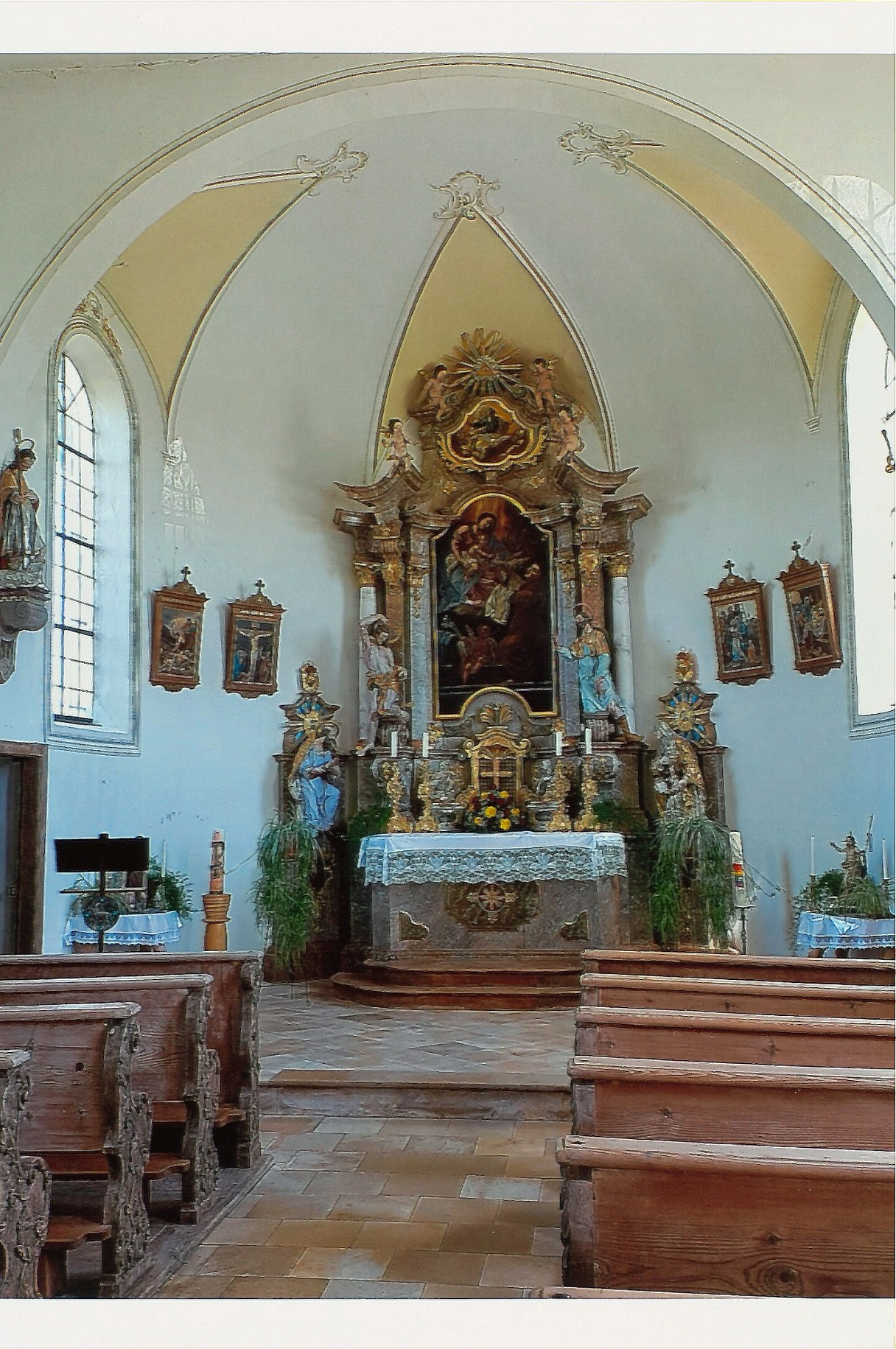
Innenraum

Die römisch-katholische Kapelle St. Antonius steht in Dösingen, einem Gemeindeteil von Westendorf im schwäbischen Landkreis Ostallgäu von Bayern. Das Bauwerk ist in der Liste der Baudenkmäler in Westendorf als Baudenkmal unter der Nr. D-7-77-182-8 eingetragen. Die Kapelle gehört zur Pfarrei St. Peter und Paul Dösingen in der Pfarreiengemeinschaft Germaringen im Dekanat Kaufbeuren des Bistums Augsburg.

## Beschreibung
Die 1744 gebaute Kapelle besteht aus einem Langhaus und einem wenig eingezogenen, halbrund geschlossenen Chor im Osten. Aus dem Satteldach des Langhauses erhebt sich im Westen ein quadratischer Dachreiter, dessen Obergeschoss mit abgerundeten Ecken den Glockenstuhl mit zwei Kirchenglocken beherbergt und der mit einer Zwiebelhaube bedeckt ist. 
Der Innenraum des Langhauses ist mit einer Flachdecke überspannt, der des Chors mit einem Stichkappengewölbe. Der um 1745 gebaute Altar wird von Statuen des Rochus von Montpellier und des heiligen Sebastian flankiert. Auf dem Altarretabel ist Antonius von Padua dargestellt. Seitlich stehen auf Konsolen die Statuen des heiligen Joachim und der heiligen Anna.